# Color Line Stadion
Color Line stadion är en fotbollsarena i Ålesund och invigdes 16 april 2005. Arenan var den första stadion i Norge med konstgräs vilket skapade stor uppmärksamhet.
Publikrekordet är på 10 902 personer. Rekordet sattes i en match mot Ham-Kam 2005.